# The Communards
The Communards bylo britské popové duo, aktivní v letech 1985 až 1988.

## Žánry
Kapela častokrát zařazována do pop-rocku či synthpopu, ale ona experimentovala i s elementy jako disco, jazz, dokonce flamenco, samba a v nekonečné řadě i se soulem. Kapela dávala veliký důraz na použití klavíru, perkusionálních nástrojů a dechových sekcí.

## Historie
The Communards bylo zformováno roku 1985, ihned po tom, co zpěvák Jimmy Somerville opustil svoji kapelu Bronski Beat, ve které už byl nějaký ten čas. Richard Coles, hudebník orientován na klasickou hudbu pomohlu Sommervillovi založit skupinu. I když Coles převážně hraje na piáno, tak umí hrát i na vícero nástrojů. Jako příklad poslouží hit "It Ain't Necessarily So", ve kterém převedl klarinetové sólo. Později přijali basáka Dave Renwicka, který již předtím hrál s Bronski Beat.
Skupina se zveličila Top 30 hitem z roku 1985 ""You Are My World" (#30 příčka). Následující rok přinesl hit v podobě Hi-NRG coveru "Don't Leave Me This Way" od Philly soulové kapely Harold Melvin & The Blue Notes, který se stal hitem Thelmy Houston. Verze od The Communards byla v hitparádách čtyři týdny (na pozici #1) a již brzy se stal nejvíce prodaným singlem vůbec. Vokálně se na písni ještě podílela Sarah Jane Morris.
Potom měli několik hitů typu "So Cold The Night" či coveru "Never Can Say Goodbye" původně od Jackson 5 (významnější je verze od Glorie Gaynor).
Později v roce 1988 se kapela rozešla a Somerville začal sólovou kariéru. Coles podlehl svým křesťanským sklonům a později se nechal vysvětit. Nyní slouží jako kazatel.